# معهد خادم الحرمين الشريفين لأبحاث الحج والعمرة
```

```

معهد خادم الحرمين الشريفين لأبحاث الحج والعمرة هو معهد علمي يتبع جامعة أم القرى بمكة المكرمة، ويقع مقره الرئيسي في مشعر منى. يختص بتقديم الأبحاث العلمية المتعلقة بتطوير رحلتي الحج والعمرة والزيارة، تأسس المعهد في 1975 وبحلول عام 1979 استطاع المركز أن ينفذ أولى توصياته على أرض الواقع ممثلة بالمخيمات الجبلية في منى، إضافة إلى الطرق المظللة للمشاة في المشاعر المقدسة.

## التأسيس
بدأ معهد خادم الحرمين الشريفين لأبحاث الحج والعمرة كوحدة بحثية تابعة لجامعة الملك عبد العزيز بجدة منذ تأسيسه في 1975، وكان عمله مقتصرا على تقديم الأعمال الإحصائية المتعلقة بالهدي والأضاحي، حتى عام 1981 إذ أصبح مركزاً لأبحاث الحج وجهة استشارية فنية تابعة للجنة الحج العليا، وفي العام 1983 تم نقل المركز إلى مكة المكرمة لتتولى مسؤولية الإشراف عليه جامعة أم القرى.

## من توصيات المركز المنفذة
- مشروع الخيام المقاومة للحريق.
- قرار منع دخول السيارات الصغيرة للمشاعر المقدسة.
- مشروع المملكة العربية السعودية للإفادة من لحوم الهدي والأضاحي.
- تخصيص طرق مظللة للمشاة بالمشاعر المقدسة.
- منع الافتراش على جسر الجمرات وأسفله.
- إعادة بناء وتنظيم الجزء الشرقي من جسر الجمرات وتوحيد اتجاه السير على جسر الجمرات العلوي.
- النقل بالحافلات الترددية في التنقل بين المشاعر المقدسة.[1]

## أقسام المعهد
يضم المعهد أقسام متخصصة تقدم أبحاث الحج والعمرة في5 جوانب مختلفة:
- قسم المعلومات والخدمات العلمية: تتعلق مهام قسم المعلومات بتقديم مرجع علمي وشامل لمختلف الإحصاءات والحقائق التي تتعلق بالحج والعمرة، من خلال بنك المعلومات والبيانات الخاص بالحج والعمرة والزيارة في المعهد.[4]
- قسم البحوث العمرانية والهندسية: يهتم بتقديم الأبحاث والدراسات المتعلقة بمجالات التخطيط والعمران بمكة المكرمة والمدينة المنورة والمشاعر المقدسة، بما فيها أبحاث الإسكان والنقل والمرافق والخدمات التي تقدم للحجاج والمعتمرين.[5]
- قسم البحوث الإدارية والإنسانية: يقدم قسم البحوث الإدارية والإنسانية الدراسات والأبحاث المتعلقة بالجوانب الحضارية والإنسانية لرحلتي الحج والعمرة، ويشمل ذلك الجانب التاريخي للمشاعر المقدسة ومظاهر الحج والعمرة.[6]
- قسم البحوث والشؤون الإعلامية: يهتم القسم بإدارة وتقديم الأبحاث المتعلقة بالجوانب الإعلامية في منظومة الحج، والأجهزة والمواد الإعلامية المناسبة من إنتاج للأفلام الوثائقية والتقارير الإعلامية المصورة المتعلقة بالحج والعمرة.[7]
- قسم البحوث البيئية والصحية: يقدم القسم الأبحاث والدراسات التي تساهم في الحفاظ على البيئة في مكة المكرمة والمدينة المنورة والمشاعر المقدسة، وصحة الحجاج والمعتمرين من خلال وحدة بحوث الأرصاد والمناخ ووحدة بحوث جودة الهواء، ووحدة بحوث المياه، ووحدة بحوث الغذاء ووحدة البحوث الصحية والأمراض المعدية ووحدة بحوث الهدي والأضاحي، ووحدة بحوث إدارة النفايات ووحدة بحوث المخاطر الطبيعية.[8]